# Дом Е. О. Майтопа
Дом Е. О. Майтопа — дом в Ялте, расположенный на углу набережной имени Ленина и улицы Морской. Архитектурный памятник. Назван в честь Ефета Осиповича Майтопа — одного из владельцев здания.
Не следует путать с домом по адресу ул. Пушкинская 5, литер «А», ул. Пушкинская, 5 «Г», литер «А» (вилла М. П. Атаровой,  Объект культурного наследия народов РФ регионального значения. Рег. № 911710989700005 (ЕГРОКН). Объект № 8231580000 (БД Викигида)), также принадлежавшим Е. О. Майтопу, в котором в настоящее время располагается Ялтинский историко-литературный музей (XIX век — XX век, архитектор Краснов Николай Петрович, стиль — венский сецессион).

## История
В 1840-е данный участок принадлежал подданному королевства Ганновер Генриху Ганеману и использовался под посевы льна. Затем владельцем становится основоположник виноделия в Крыму князь Лев Голицын. В это время помимо льна на участке выращивается виноград. В 1873 году участок приобретает ялтинский купец Исаак Лейбович, по заявлению которого прусский архитектор Густав Фридрихович (Фёдорович) Шрайбер (Шрейбер) реализует проект двух одноэтажных зданий.
В начале 1880-х годов этот участок покупает ялтинский караимский купец Ефет Осипович Майтоп. В период с 1881 по 1883 одноэтажные здания заменены на одно двухэтажное здание по проекту того же Густава Шрайбера. Некоторое время в доме располагалась типография Николая Рафаиловича Петрова. В 1885 году на участке строится флигель по проекту архитектора А. Н. Яворского.
В 1893 году участок переходит к Г. В. Харитонову, потом к его наследникам, а затем они продают его купцу Аарону Звенигородскому. В 1901 году по проекту архитектора Л. Н. Шаповалова начинается строительство дома на Морской улице. По данным 1912 года участок Звенигородского вместе с домом занимал площадь 218 кв. саж. (примерно 992 кв. м). На первом этаже дома располагались магазины, а на втором — комнаты и квартиры.
После 1917 года здание перешло в коммунальную собственность, а в 1922 — в муниципальную.
Является памятником градостроительства и архитектуры регионального значения (Российская Федерация), памятником архитектуры местного значения (Украина). Соседствует с домом купца М. П. Решеткина.